# 磯之浦站
磯之浦站（日语：／ Isonoura eki */?）是位於和歌山縣和歌山市磯之浦377番2號，南海電氣鐵道（南海）的加太線車站。車站編號為NK44-6。

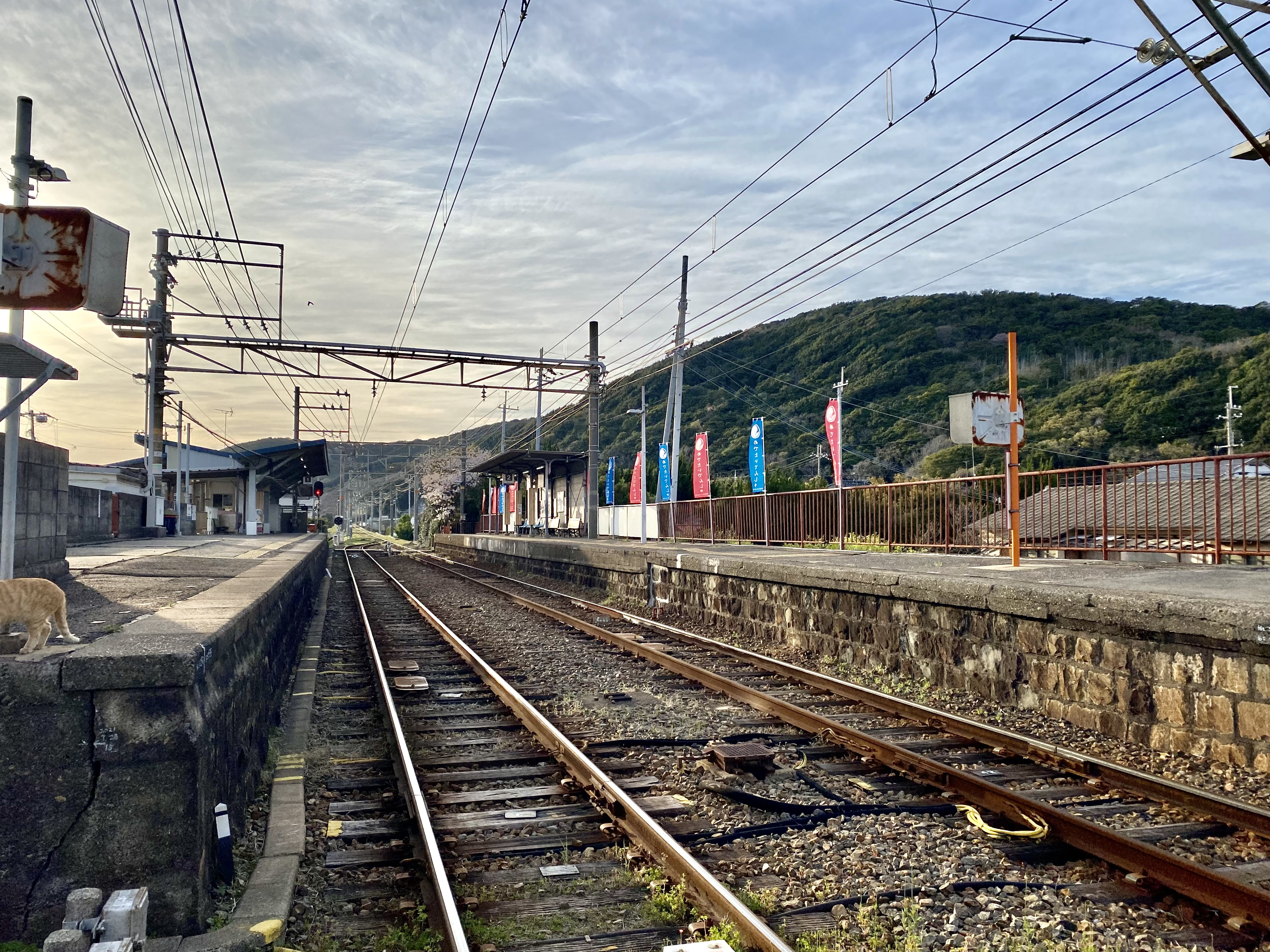
月台（2022年4月）

## 歴史
- 1912年（明治45年）6月16日 - 加太輕便鐵道開業，同日車站啟用[1]。
- 1913年（大正2年）7月14日 - 車站往加太一方遷移0.1哩[2]。
- 1930年（昭和5年）12月22日 - 公司改名為加太電氣鐵道。
- 1942年（昭和17年）2月1日 - 公司合併，成為南海鐵道車站。
- 1944年（昭和19年）6月1日 - 公司合併，成為近畿日本鐵道車站。
- 1947年（昭和22年）6月1日 - 路線轉讓至南海電氣鐵道。

## 車站構造
車站是一座地面車站，設有2面2線的相對式月台。車站大樓位於加太方向月台靠近加太一方。兩月台之間設有站內平交道連接。廁所位於加太方向月台靠近站內平交道處，為男女共用濕廁。

### 月台
| 月台 | 路線   | 上下行 | 方向         |
| ---- | ------ | ------ | ------------ |
| 1    | 加太線 | 下行   | 加太方向     |
| 2    | 加太線 | 上行   | 和歌山市方向 |

## 使用狀況
在2019年（令和元年）度調査結果中，1日平均上下車人次為107人。在南海所有車站（100座車站）中排名94位，在加太線車站（和歌山市站除外，8座車站）排名第8位。
以下為各年度1日平均上下車人次變化。
| 年度   | 1日平均 上下車人次 | 排名 |
| ------ | ------------------ | ---- |
| 1980年 | 785                |      |
| 1985年 | 890                |      |
| 1990年 | 573                |      |
| 1995年 | 459                |      |
| 2000年 | 269                |      |
| 2001年 | 243                |      |
| 2002年 | 237                |      |
| 2003年 | 206                |      |
| 2004年 | 208                |      |
| 2005年 | 192                |      |
| 2006年 | 185                |      |
| 2007年 | 173                |      |
| 2008年 | 164                |      |
| 2009年 | 157                |      |
| 2010年 | 147                |      |
| 2011年 | 138                |      |
| 2012年 | 134                |      |
| 2013年 | 126                |      |
| 2014年 | 111                |      |
| 2015年 | 111                |      |
| 2016年 | 124                |      |
| 2017年 | 140                | 92位 |
| 2018年 | 144                | 92位 |
| 2019年 | 107                | 94位 |

## 車站周邊
車站南邊設有磯之浦海灘。在關西圈的衝浪聖城，曾經有一段時期南海電鐵制規乘客攜帶衝浪板。

## 相鄰車站
南海電氣鐵道
 加太線
二里濱（NK44-5）－磯之浦（NK44-6）－加太（NK44-7）

## 注腳
1. ↑  「軽便鉄道運輸開始」『官報』1912年6月26日（國立國會圖書館數碼化資料）
2. ↑  「軽便鉄道停留場移転」『官報』1913年8月4日（國立國會圖書館數碼化資料）
3. ↑  ハンドブック南海2020 鉄道事業PDF（日語）
4. ↑  令和元年度和歌山県公共交通機関等資料集PDF（日語）

## 外部連結
- 磯之浦 - 南海電氣鐵道（日語）